# Basiliano
Cet article possède un paronyme, voir Brasiliano.
Basiliano est une commune italienne de la province d'Udine, dans la région Frioul-Vénétie Julienne.

## Administration
| Période                                  | Période | Identité | Étiquette | Qualité |
| ---------------------------------------- | ------- | -------- | --------- | ------- |
|                                          |         |          |           |         |
| Les données manquantes sont à compléter. |         |          |           |         |

### Hameaux
Basagliapenta, Blessano, Orgnano, Variano, Villaorba, Vissandone.

### Communes limitrophes
Campoformido, Codroipo, Fagagna, Lestizza, Martignacco, Mereto di Tomba, Pasian di Prato, Pozzuolo del Friuli.